# 雙型齒翼龍科
雙型齒翼龍科（Dimorphodontidae）是翼龍目喙嘴翼龍類的一科，生存於三疊紀晚期到侏儸紀早期。
在1870年，英國古生物學家哈利·絲萊（Harry Seeley）建立雙型齒翼龍科（當時名為Dimorphodontae），當時唯一屬是雙型齒翼龍。
在2003年，翼龍類專家大衛·安文（David Unwin）替雙型齒翼龍科提出演化支定義：雙型齒翼龍、蓓天翼龍的最近共同祖先，以及其最近共同祖先的所有後代。根據這個定義，雙型齒翼龍科只包含這兩個屬。在翼龍目內，雙齒型翼龍科的演化位置略比沛溫翼龍衍化；在Macronychoptera演化支內部，雙型齒翼龍科是Caelidracones的姊妹演化支。
根據亞歷山大·克爾納（Alexander Kellner）的研究，雙型齒翼龍、蓓天翼龍並非近親。如果這理論屬實，雙型齒翼龍科將成為無效的分類單元。